# Emanuelle around the World
Emanuelle around the World (Italiaans: Emanuelle – Perché violenza alle donne?), ook bekend als The Degradation of Emanuelle en Confessions of Emanuelle, is een seksploitatiefilm uit 1977 van de Italiaanse regisseur Joe D'Amato, met Laura Gemser en George Eastman in de hoofdrol.
De film was een van de duurste films ooit gemaakt in Italië op dat moment, niet alleen door de diverse cast, maar ook door de vele opnamelocaties.

## Synopsis
Beroemd undercover journaliste Emanuelle werkt samen met haar vriendin Cora Norman om een blank slavennetwerk te onthullen die vrouwen uit verschillende landen over de hele wereld heeft ontvoerd. Omdat elke aanleiding slecht afloopt, begint Emanuelle zich af te vragen of ze ooit een eind kan maken aan deze vreselijke slavernijring.

## Rolverdeling
| Acteur            | Personage             |
| ----------------- | --------------------- |
| Laura Gemser      | Emanuelle             |
| Ivan Rassimov     | Dr. Malcolm Robertson |
| Karin Schubert    | Cora Norman           |
| George Eastman    | Goeroe Shanti         |
| Don Powell        | Jeff Davis            |
| Brigitte Petronio | Mary                  |
| Stefania Pecce    | Vrouw op jacht        |
| Marino Masé       | Cassei                |
| Gianni Macchia    | Emir                  |
| Paola Maiolini    | Dienst meid op jacht  |